# IC 1499
IC 1499 је двојна звијезда у сазвјежђу Водолија која се налази на листи објеката дубоког неба у Индекс каталогу.
Деклинација објекта је - 13° 26' 22" а ректасцензија 23h 31m 57,0s.